# Polygala subverticillata
Polygala subverticillata är en jungfrulinsväxtart som beskrevs av Chod.. Polygala subverticillata ingår i släktet jungfrulinssläktet, och familjen jungfrulinsväxter. Inga underarter finns listade i Catalogue of Life.